# Hans Eyl
Hans Eyl (auch: Heinrich Johannes Georg Eyl) (* 18. Oktober 1854 in Hannover; † 2. August 1913 ebenda) war ein deutscher Stadtsyndikus und stellvertretender Stadtdirektor von Hannover. Er „galt als energischer Freund und Förderer des Sparkassenwesens.“

## Leben

### Familie
Hans Eyl war der Sohn eines Medizinalrates. Seine Ehefrau Meta Runge gebar die Kinder Else Eyl (* 4. September 1884 in Hannover; † 28. Februar 1915 in St. Blasien), Meta Eyl  und Ludwig Eyl (1892–1914), woraus sich Verwandtschaftsbeziehungen zur Familie von Klöden ergaben.

### Werdegang
Hans Eyl besuchte das hannoversche damalige Lyzeum und absolvierte anschließend ein Jurastudium an den Universitäten Göttingen und Leipzig, das er 1882 mit dem Assessorexamen abschloss.
Zurück in Hannover, wurde Eyl im Mai 1883 zum juristischen Senator der Stadt gewählt. In diesem Amt war er unter anderem zuständig für so unterschiedliche Aufgaben wie
- das Steuerwesen,
- die Baupolizei,
- das Krankenhauswesen (unter Eyl wurde das Nordstadtkrankenhaus errichtet),
- die städtischen Badeanstalten;

aber auch Kirchenangelegenheiten und Stiftungen.
Später wurde Hans Eyl auch für das städtische Sparkassenwesen zuständig.
Als Nachfolger von Heinrich Tramm wurde Eyl im Dezember 1891 zum Stadtsyndikus und zugleich zum stellvertretenden Stadtdirektor gewählt, zehn Jahre später auch in den Vorstand des Sparkassenverbandes Niedersachsen, wo sein Hauptaugenmerk auf der Rechnungslegung lag.
Zum 1. Mai 1905 wurde Hans Eyl Direktor der „Kapital- und Renten-Versicherungs-Anstalt“, und auf dem 26. Hannoverschen Sparkassentag 1910 schließlich zum Vorstandsvorsitzenden des Sparkassenverbandes Niedersachsen gewählt.

## Hans-Eyl-Straße
Die 1933 im hannoverschen Stadtteil Döhren angelegte Hans-Eyl-Straße ehrte den Stadtsyndikus posthum durch ihre Namensgebung.

## Nachlass
Der Nachlass von Hans Eyl findet sich heute im Stadtarchiv Hannover. Darin enthalten sind Dokumente zum beruflichen Werdegang Eyls, „Urkunden für Vereinsmitgliedschaften und kleine Drucksachen zu Familienfesten; Korrespondenzen der Eltern und der Kinder privater Natur, insbesondere die Empfangskorrespondenz von der Tochter Meta Eyl (geb. 1893, Laufzeit bis 1938) und nachgelassene Dokumente von Sohn Ludwig Eyl (1892-1914), darin Nachlaß der angeheirateten Familie von Klöden (ca. 1910-1944)“.